# (2758) Cordelia
(2758) Cordelia – planetoida z grupy pasa głównego asteroid okrążająca Słońce w ciągu 4 lat i 28 dni w średniej odległości 2,55 j.a. Została odkryta 1 września 1978 roku w Krymskim Obserwatorium Astrofizycznym w Naucznym na Półwyspie Krymskim przez Nikołaja Czernycha. Nazwa planetoidy pochodzi od Kordelii, jednej z bohaterek trageii Król Lear, Williama Szekspira. Nazwę Kordelia nosi również jeden z księżyców Urana. Przed nadaniem nazwy planetoida nosiła oznaczenie tymczasowe (2758) 1978 RF.